# James Callis
James Nicholas Callis (ur. 4 czerwca 1971 w Londynie) – brytyjski aktor teatralny, filmowy i telewizyjny pochodzenia żydowskiego, rosyjskiego i polskiego.

## Życiorys

### Wczesne lata
Urodził się i wychował w Londynie, gdzie uczęszczał do St. Martin’s Prep School i Harrow School. Jest potomkiem biednych imigrantów z Rosji i Polski. Jego babka ze strony matki miała nazwisko Zolowski. Jego rodzice prowadzili bed and breakfast. W 1993 roku ukończył studia na wydziale anglistyki i literatury University of York. W 1996 ukończył London Academy of Music and Dramatic Art.

### Kariera
Był związany z teatrami West End i Soho Theatre. i szybko odebrał nagrodę Jack Tinker dla najbardziej obiecującego aktora za swój debiut teatralny w spektaklu Old Wicked Songs u boku Boba Hoskinsa. Stał się znany z roli doktora Gaiusa Baltara w Battlestar Galactica (2003), za którą otrzymał Saturna w kategorii najlepszy drugoplanowy aktor telewizyjny. Grał króla Sparty Menelaosa w Helenie Trojańskiej (Helen of Troy, 2003).
W serialu telewizyjnym Eureka grał rolę doktora Trevora Granta, przeniesionego w czasie asystenta Alberta Einsteina. Jego pierwsza kinowa rola u boku Hugh Granta i Renée Zellweger miała miejsce w filmie Dzienniku Bridget Jones oraz w jego kontynuacji Bridget Jones: W pogoni za rozumem.
W 2001 zadebiutował jako reżyser Beginner’s Luck z Julie Delpy, Stevenem Berkoffem i Christopherem Cazenove.
30 grudnia 1998 poślubił Nehę Callis. Mają trójkę dzieci: dwóch synów – Joshuę Amaana (ur. 2003) i Sachę (ur. 2005) oraz córkę Anikę Jahan (ur. 2009).

## Filmografia

### Filmy fabularne
- 2000: Jazon i Argonauci jako Aspyrtes
- 2000: Baśnie tysiąca i jednej nocy (TV) jako książę Ahmed
- 2001: Dziennik Bridget Jones jako Tom
- 2003: Helena Trojańska (Helen of Troy) jako Menelaos
- 2004: Bridget Jones: W pogoni za rozumem jako Tom
- 2006: Jedna noc z królem (One Night with the King) jako Haman
- 2007: Battlestar Galactica: Razor jako dr Gaius Baltar
- 2013: Kraina Jane Austen jako pułkownik Andrews
- 2015: Bridget Jones 3 jako Tom
- 2025: Bridget Jones: Szalejąc za facetem (Bridget Jones: Mad About the Boy) jako Tom

### Seriale TV
- 2002: Łowcy skarbów jako Raoul
- 2003: Battlestar Galactica jako Gaius Baltar
- 2004–2010: Battlestar Galactica jako dr Gaius Baltar
- 2008: Late Show with David Letterman jako prezenter / Gaius Baltar
- 2009: Wzór jako Mason Duryea
- 2010: FlashForward: Przebłysk jutra jako Gabriel McDow
- 2010–2012: Eureka jako dr Trevor Grant
- 2011: Przygody Merlina jako Julius Borden
- 2011: Morderstwa w Midsomer jako Toby & Julian DeQuetteville
- 2013: Arrow jako Dodger
- 2013–2014: CSI: Kryminalne zagadki Las Vegas jako John Merchiston
- 2014–2016: Muszkieterowie jako Emile Bonnaire
- 2015: Anno Domini – Biblii ciąg dalszy jako Herod Antypas
- 2015: Rick i Morty jako Pat Gueterman (głos)
- 2017: 12 małp jako Athan/świadek